# Тахнун ибн Шахбут Аль Нахайян
Шейх Тахнун ибн Шахбут Аль Нахайян (араб. طحنون بن شخبوط بن ذياب بن عيسى آل نهيان‎) — правитель из рода Аль Нахайян, эмир Абу-Даби в 1818—1833 годах, при нём шейхство вошло в Договорный Оман. Находясь в противостоянии со своим братом Мухаммедом ибн Шахбутом он пользовался поддержкой своего отца и правил от его имени.

## Приход к власти
Тахнун ибн Шахбут взял власть в свои руки, после того изгнал своего брата Мухаммеда, пользуясь поддержкой своего отца Шахбута и правя от его имени. Именно Шахбут подписал знаменательный Основной морской договор 1820 года с британцами, который был заключён после разграбления Рас-эль-Хаймы и бомбардировок прибрежных общин британцами во время их карательной кампании в Персидском заливе 1819 года. С другой стороны, в 1824 году Тахнун заключил мирное соглашение с Султаном ибн Сакром аль-Касими, шейхом Шарджи, касающееся фортов в оазисе Эль-Бурайми.

## Атака на Абу-Даби
Изгнанный шейх Мухаммед ибн Шахбут вернулся в Абу-Даби в конце 1823 года вместе с отрядом из бедуинского племени Манасир и разграбил город. Он был изгнан из Абу-Даби, потеряв 35 человек, Тахнуном, примчавшимся из внутренних районов шейхства. Мухаммед бежал в Шарджу, но был преследуемым Тахнуном, который потребовал у Султана ибн Сакра аль-Касими выдать его. Мухаммед избавил правителя Шарджи от непростой дилеммы, вновь скрывшись.

## Эль-Бурайми
По мере роста Абу-Даби крепли и связи его жителей с оазисом Эль-Бурайми, и Тахнун стремился распространить своё влияние там, заключая мир между племенем Наим и родственными и одновременно враждебными им племенами Аль-Нуами и Аль Бу Шамис. На Бурайми также претендовали султан Маската, эмират Неджда (совершивший ряд вторжений) и правитель Шарджи Султан ибн Сакр аль-Касими, который заложил ряд фортов в оазисе. Тахнун пользовался поддержкой местных бедуинских племён и сумел навязать шейху Шарджи мирное соглашение, по которому последний признавал власть Абу-Даби в оазисе и сносил все ранние построенные форты там.

## Смерть
Тахнун не доверял своим братьям Халифе ибн Шахбуту и Султану ибн Шахбуту, изгнав их из Абу-Даби, но его отец уговорил вернуть их. Тахнун подозревал о готовившемся покушении на него и потому посадил в заключение несколько заговорщиков. Другие же не стали медлить, и Тахнун был убит своими братьями в 1833 году.